# 坂本衛
坂本 衛（さかもと まもる、1935年 - ）は、元日本国有鉄道職員。現在は著述業。大阪府吹田市出身。

## 経歴
子供の頃から近隣の東海道本線の列車に憧れ、町工場勤めの後に1953年に国鉄大阪鉄道管理局（現・JR西日本近畿統括本部）に就職。吹田操車場勤務などを経て、1960年に車掌となる。大阪車掌区に所属。1968年専務車掌に昇格。その後も特急列車などの専務車掌・車掌長を歴任するも1987年の国鉄改革を機に退職。退職後は大阪市内の模型店勤務を経てフリーランスの著述業となる。
10代の頃から鉄道模型の趣味があり、国鉄在職中から長年にわたり「鉄道模型趣味」誌上で模型製作記や鉄道施設に関する記事を執筆。自ら製作したレイアウト「摂津鉄道」は貨物列車乗務中での沿線観察が元となっていて、その緻密な造り込みと製作技法は注目を集めた。
腰椎手術の後遺症から温泉療養を始めた事をきっかけに温泉の魅力に取り付かれ、乗務の間合い時間などを利用して日本各地の温泉に入湯。雑誌の読者投稿欄にこのときに入った「掘立小屋の温泉」「道端に湧く温泉」など、珍しい温泉のレポートを投稿したところ、雑誌の編集部より「読者投稿欄ではなく本文記事にしたいので12～13枚程度に書き直してもらいたい」という旨の連絡があり、記事として採用。以後「旅」誌上でコラム「ガイドブックにない温泉」を連載（1987年-1989年）。また、国鉄在職中の裏話として「とれいん」誌上に「乗務中異常あり」を連載した（1994年-1996年）。

## 著書
- 『超秘湯』 山海堂、1997年
- 『車掌裏乗務手帳』 山海堂、1998年 ISBN 4-381-10319-X
  - 「乗務中異常あり」を加筆修正したもの。
- 『超秘湯に入ろう！』 筑摩書房、2003年 ISBN 4-480-03827-2
- 『昭和の車掌奮闘記』 交通新聞社、2009年 ISBN 978-4-330-08809-9

その他多数ではないが、存在する。

## テレビ出演
2008年3月15日放送のブロードキャスターで、寝台急行銀河の廃止特集に出演。ナニコレ珍百景にも出演歴がある。

## その他
昭和40年代後半の国鉄を舞台とする池田邦彦の漫画「カレチ」(モーニングに不定期連載中)は、坂本の著書を参考文献として用いている。